# Azamgarh
Azamgarh är en stad i den indiska delstaten Uttar Pradesh och är den administrativa huvudorten för distriktet Azamgarh. Staden hade 110 983 invånare vid folkräkningen 2011, med förorter 116 172 invånare.